# 1506 en santé et médecine
| Années de la santé et de la médecine : 1503 - 1504 - 1505 - 1506 - 1507 - 1508 - 1509    |
| Décennies de la santé et de la médecine : 1470 - 1480 - 1490 - 1500 - 1510 - 1520 - 1530 |

Cet article présente les faits marquants de l'année 1506 en santé et médecine.

## Événements
- 26 avril : fondation à Urbino, en Italie, d'une université dont la faculté de médecine ne s'ouvrira qu'en 1564[1].
- Hiver très rude dans le Sud de la France : la mer gèle à Marseille[2].
- Fondation à Francfort-sur-l'Oder, en Brandebourg, d'une université qui comprend, dès l'origine, une faculté de médecine[3].

## Publication
- Jean Deschamps édite le De natura hominis de Symphorien Champier, ouvrage consacré à Hippocrate[4].

## Personnalité
- Moïse Alfandéry, « médecin juif d'Avignon pendant la peste de 1506[5] ».

## Naissances
- Giulio Alessandrini (mort en 1590), médecin des empereurs Ferdinand Ier, Maximilien II et Rodolphe II[6].
- Vers 1506 : Jean Fernel (mort en 1558), astronome, mathématicien et Premier médecin du roi Henri II[7].

## Décès
- 22 octobre : Jacques Coitier (né vers 1430), Premier médecin du roi Louis XI[8].
- Gongmen Kunchog Deleg (né en 1447), médecin tibétain[9].